# (117874) Picodelteide
(117874) Picodelteide est un astéroïde de la ceinture principale, de la famille de Hungaria.

## Description
(117874) Picodelteide est un astéroïde de la ceinture principale, de la famille de Hungaria. Il présente une orbite caractérisée par un demi-grand axe de 1,95 UA, une excentricité de 0,11 et une inclinaison de 20,8° par rapport à l'écliptique.

## Compléments